# Gibberathrix tsugarensis
 (août 2019).
Genre
Espèce
Gibberathrix tsugarensis, unique représentant du genre Gibberathrix, est une espèce de collemboles de la famille des Dicyrtomidae.

## Distribution
Cette espèce est endémique du Japon.

## Étymologie
Son nom d'espèce, composé de tsugar[u] et du suffixe latin -ensis, « qui vit dans, qui habite », lui a été donné en référence au lieu de sa découverte, Tsugaru.

## Publication originale
- Uchida, 1952 : A new genus of Sminthuridae from Japan. Mushi, vol. 24, p. 1-4.